# Dunja Mijatović
Dunja Mijatović (serbi: Дуња Мијатовић; nascuda el 8 de setembre de 1964 a Bòsnia i Hercegovina) és la Comissària pels Drets Humans al Consell d'Europa. Fou elegida per l'Assemblea Parlamentària del Consell d'Europa el 24 de gener de 2018 i va assumir-ne les funcions l'1 d'abril del mateix any.
És experta en dret i regulació dels mitjans de comunicació, i entre 2010 i 2016 va ser representant de l'OSCE per la llibertat dels mitjans de comunicació.

## Inicis i educació
Dunja Mijatović és filla de Tatjana Ljujić-Mijatović, antiga membre sèrbia de la Presidència de Bòsnia i Hercegovina. Després d'estudiar en diversos països, Mijatović es va graduar el 1987 a la Universitat de Sarajevo, i després va iniciar un màster conjunt en Estudis Europeus a les universitats de Sarajevo, Sussex, Bolonya i la London School of Economics. She completed her studies in 2002 with a Master’s thesis on The Internet and Freedom of Expression.
Mijatović té com a llengua materna el serbocroat, parla amb fluïdesa l'anglès i l'alemany i té nocions de francès i rus.

## Carrera professional
Al llarg de la seva carrera, Mijatović s'ha implicat en els problemes del mitjans de comunicació en diferents disciplines, amb una experiència significativa a Bòsnia i Hercegovina, així com en entorns intergovernamentals. Ja l'any 1998, fou una de les fundadores de l'Agència Regulatòria de les Comunicacions a BiH, i va ajudar a crear un marc polític, regulatori i legal per als mitjans en la complexa societat bosniana de postguerra. També va implicar-se en l'establiment d'un consell de premsa autoregulat i la primera línia d'ajuda gratuïta del sud d'Europa.
El 2007 Mijatović fou elegida presidenta de la Plataforma Europea d'Agències Reguladores. Fou la primera representant d'un país de fora de la Unió Europea i la primera dona que va assumir aquest càrrec. Abans, havia estat presidenta del Grup d'Especialistes en Llibertat d'Expressió i d'Informació en Temps de Crisi del Consell d'Europa. Durant la seva presidència, el Comitè de Ministres del Consell d'Europa va adoptar la Declaració sobre la "Protecció i promoció del periodisme d'investigació" i les "Guies per protegir la llibertat d'expressió i d'informació en temps de crisi".
Com a experta en mitjans i en legislació de comunicacions, ha treballat en diferents països.
A més, ha estat professora, tant al seu país com a l'estranger. Entre altres, ha explicat regulació de mitjans a les universitats de Sarajevo i Banja Luka, l'Academy for Political Excellence (2007-2009) i des de 2008 ha estat professora permanent de Mitjans, Seguretat i Crims d'Odi, un projecte conjunt de l'OSCE i el Ministeri de Seguretat.
El 8 d'abril de 2019, va declarar que estava seguint amb atenció el judici al procés independentista català i l'estat dels Drets Humans a Espanya en general, i que tenia previst de comprometre's de manera destacada en aquest tema.

## Reconeixements
- 2015 – Médaille Charlemagne pour les Médias Européens[7]